# Nürburgring 1
Nürburgring 1 és una màquina recreativa desenvolupada pel Dr. Reiner Foerst i publicada el 1975. És reconeguda com el primer videojoc de curses en primera persona del món i va inspirar el desenvolupament de Night Driver.

## Jugabilitat
El gabinet d'arcade del joc contenia un volant, una palanca de canvis, pedals i altres controls en forma de botons. El jugador havia d'avançar al llarg d'una carretera amb giravolts rodejada de baranes blanques. La part inferior de la pantalla mostra el velocímetre, el quilometratge i altres indicadors.
El joc compta amb xocs i es castiguen amb una reducció de temps. El joc acaba després de 90 segons, o bé per la línia de meta.